# مارتن فين
مارتن فين (بالإنجليزية: Martin Finn)‏ هو فلاح وسياسي أيرلندي، ولد في 22 أغسطس 1917، وتوفي في 7 مارس 1988. انتخب عضو مجلس الشيوخ من أيرلندا عن دائرة الأعضاء المعينون في مجلس الشيوخ الأيرلندي ‏ وقد انضم خلال فترته النيابية ‏ (21 يونيو 1977 – 22 يونيو 1977) للكتلة البرلمانية فاين جايل وفي الانتخابات العمومية الإيرلندية 1969 ‏، انتخب نائب دييل عن دائرة Mayo East (Dáil constituency) ‏ وقد انضم خلال فترته النيابية ‏ (2 يوليو 1969 – 5 فبراير 1973) للكتلة البرلمانية فاين جايل وفي الانتاخابات العمومية الإيرلندية 1973 ‏، انتخب نائب دييل عن دائرة Mayo East (Dáil constituency) ‏ وقد انضم خلال فترته النيابية ‏ (14 مارس 1973 – 25 مايو 1977) للكتلة البرلمانية فاين جايل.